# Travelcard Zone 1
Travelcard Zone 1 è la zona centrale del Transport for London, sistema usato per calcolare le tariffe intermodali coordinate della Travelcard all'interno di Londra. Londra è divisa in sei zone (approssimativamente concentriche) che servono a determinare il costo del trasporto sulla Metropolitana di Londra e sulla Docklands Light Railway. La tariffa non è valida invece se si usano anche tram e bus, nel qual caso occorre acquistare un altro tipo di biglietto.
I limiti della Zone 1 corrispondono al percorso della Circle Line e conseguentemente le stazioni comprese sono quelle ubicate nel West End, Holborn, Kensington, Paddington e la Città di Londra. Old Street, Angel, Pimlico, Tower Gateway, Aldgate East e Euston, Vauxhall, Elephant & Castle, Borough, London Bridge, Earl's Court, Marylebone, Edgware Road, Lambeth North e Waterloo sono nella Zone 1 ma non sulla Circle Line. Dal dicembre 2007, quando venne chiusa la East London Line, tutte le linee transitano o terminano nella Zone 1.
La zona comprende tutte le principali stazioni delle grandi linee.

## Metropolitana di Londra
Esistono diversi tipi di tariffe per viaggiare nella zona 1: Cash single fares (biglietto cartaceo), Oyster pay as you go Oyster card o anche Travelcard (per periodi da uno a più giorni) al prezzo Travelcard. Oyster pay as you go è basata sulla distanza e sull'orario del viaggio, mentre il cash single fare riguarda soltanto la zona in cui si viaggia senza limitazioni di orari. Le tariffe per viaggiare nella zona 1 sono le seguenti:
|                              | Zona 1 | Zona 2 | Zona 3 | Zona 4 | Zona 5 | Zona 6 | Zona 7 | Zona 8 | Zona 9 |
| ---------------------------- | ------ | ------ | ------ | ------ | ------ | ------ | ------ | ------ | ------ |
| Biglietto di corsa semplice  | £4     | £4     | £4     | £4     | £4     | £4     | £5,50  | £7     | £7     |
| Oyster Lun a ven: 7-19       | £1,60  | £3,50  | £3,50  | £3,50  | £3,50  | £3,50  | £4,50  | £5,50  | £5,50  |
| Oyster Tutti gli altri orari | £1,60  | £2     | £2     | £2     | £2     | £2     | £3     | £3     | £3     |

Queste tariffe non sono valide sui treni delle linee nazionali che effettuano gli stessi percorsi.

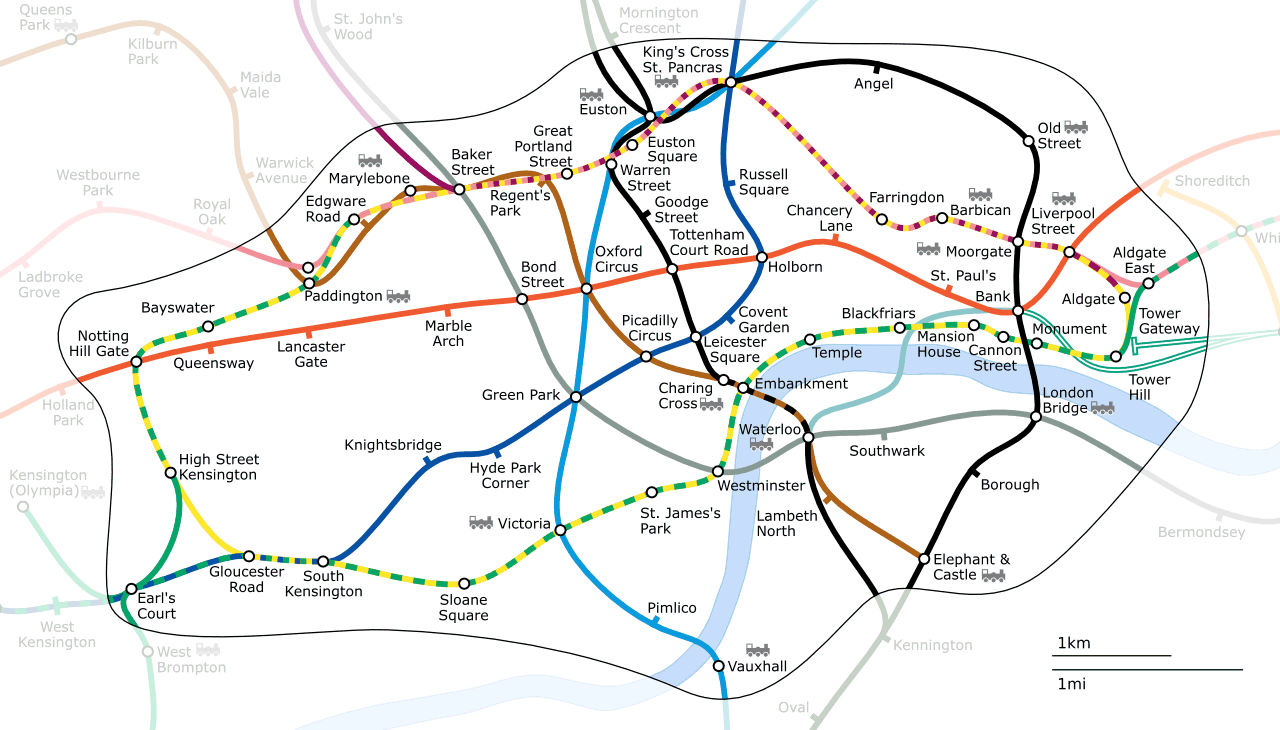
Mappa della Zona 1.

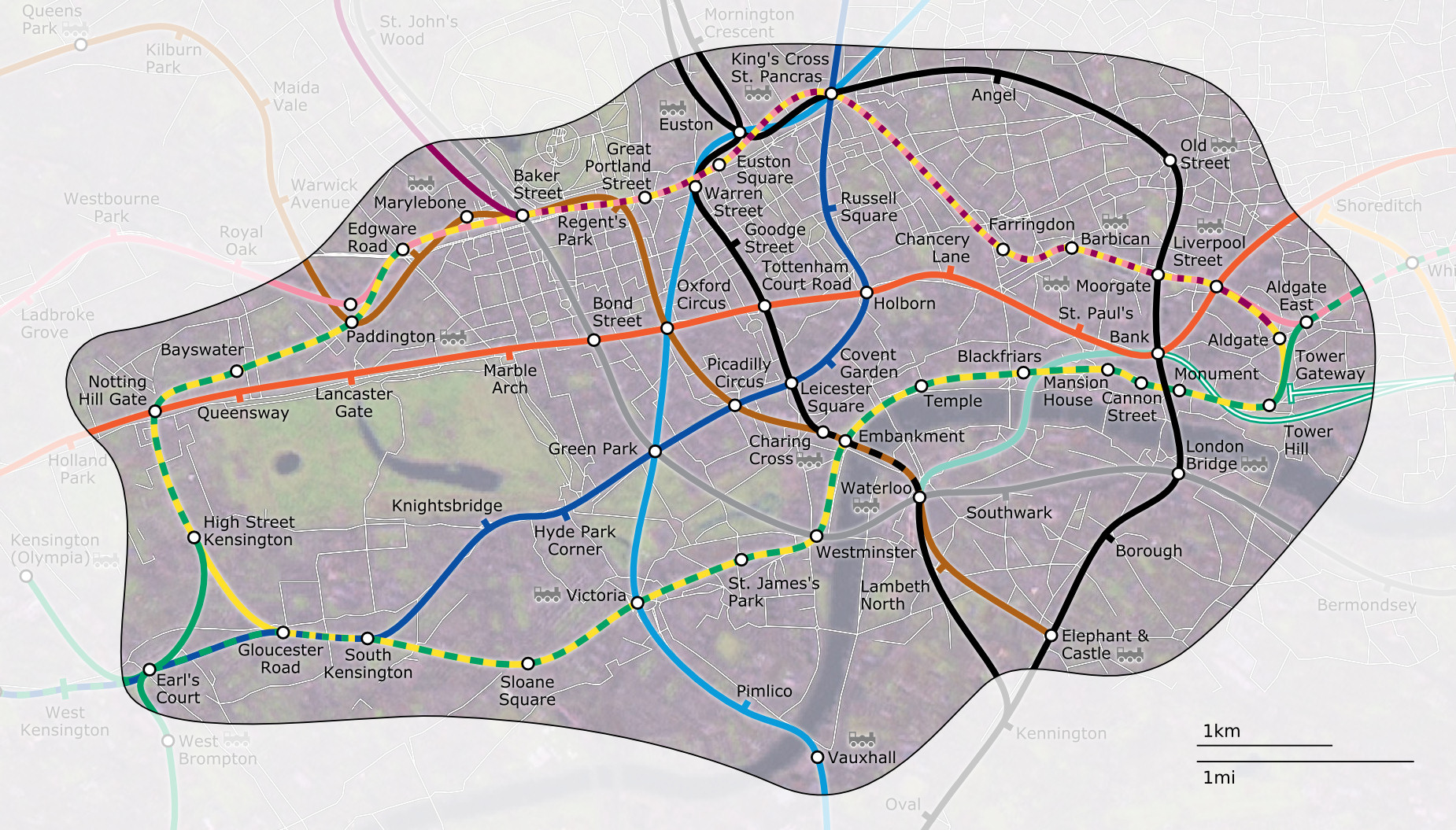
Mappa della zona 1 comprendente le strade.

Le stazioni di questa zona sono molto vicine l'una all'altra. Per esempio le stazioni Covent Garden e Leicester Square distano soltanto 400 metri, un vero primato fra le stazioni della Metropolitana di Londra.

## Stazioni
Le seguenti stazioni sono inserite nella Zona 1: 
| Stazione                                                     | Borgo                | Gestita da              | Note                       |
| ------------------------------------------------------------ | -------------------- | ----------------------- | -------------------------- |
| Aldgate                                                      | Città di Londra      | London Underground      |                            |
| Aldgate East                                                 | Tower Hamlets        | London Underground      |                            |
| Angel                                                        | Islington            | London Underground      |                            |
| Baker Street                                                 | Westminster          | London Underground      |                            |
| Bank                                                         | Città di Londra      | London Underground      |                            |
| Barbican                                                     | Città di Londra      | London Underground      |                            |
| Bayswater                                                    | Città di Westminster | London Underground      |                            |
| Blackfriars LU                                               | Città di Londra      | London Underground      |                            |
| Blackfriars NR                                               | Città di Londra      | First Capital Connect   |                            |
| Bond Street                                                  | Città di Westminster | London Underground      |                            |
| Borough                                                      | Southwark            | London Underground      |                            |
| Cannon Street LU                                             | Città di Londra      | London Underground      |                            |
| Cannon Street NR                                             | Città di Londra      | Network Rail            |                            |
| Chancery Lane                                                | Camden               | London Underground      |                            |
| Charing Cross LU                                             | Città di Westminster | London Underground      |                            |
| Charing Cross NR                                             | Città di Westminster | Network Rail            |                            |
| City Thameslink                                              | Città di Londra      | First Capital Connect   |                            |
| Covent Garden                                                | Città di Westminster | London Underground      |                            |
| Earl's Court                                                 | Kensington & Chelsea | London Underground      | Anche in Travelcard Zone 2 |
| Edgware Road (Bakerloo Line)                                 | Città di Westminster | London Underground      |                            |
| Edgware Road (Circle, District and Hammersmith & City Lines) | Città di Westminster | London Underground      |                            |
| Elephant & Castle LU                                         | Southwark            | London Underground      | Anche in Travelcard Zone 2 |
| Elephant & Castle NR                                         | Southwark            | First Capital Connect   | Anche in Travelcard Zone 2 |
| Embankment                                                   | Città di Westminster | London Underground      |                            |
| Euston NR                                                    | Camden               | Network Rail            |                            |
| Euston LU                                                    | Camden               | London Underground      |                            |
| Euston Square                                                | Camden               | London Underground      |                            |
| Farringdon                                                   | Islington            | London Underground      |                            |
| Fenchurch Street                                             | Città di Londra      | Network Rail            |                            |
| Gloucester Road                                              | Kensington & Chelsea | London Underground      |                            |
| Goodge Street                                                | Camden               | London Underground      |                            |
| Great Portland Street                                        | Città di Westminster | London Underground      |                            |
| Green Park                                                   | Città di Westminster | London Underground      |                            |
| High Street Kensington                                       | Kensington & Chelsea | London Underground      |                            |
| Holborn                                                      | Camden               | London Underground      |                            |
| Hyde Park Corner                                             | Città di Westminster | London Underground      |                            |
| King's Cross NR                                              | Camden               | Network Rail            |                            |
| King's Cross St. Pancras LU                                  | Camden               | London Underground      |                            |
| King's Cross Thameslink                                      | Camden               | First Capital Connect   |                            |
| Knightsbridge                                                | Kensington & Chelsea | London Underground      |                            |
| Lambeth North                                                | Lambeth              | London Underground      |                            |
| Lancaster Gate                                               | Città di Westminster | London Underground      |                            |
| Leicester Square                                             | Città di Westminster | London Underground      |                            |
| Liverpool Street LU                                          | Città di Londra      | London Underground      |                            |
| Liverpool Street NR                                          | Città di Londra      | Network Rail            |                            |
| London Bridge LU                                             | Southwark            | London Underground      |                            |
| London Bridge NR                                             | Southwark            | Network Rail            |                            |
| Mansion House                                                | Città di Londra      | London Underground      |                            |
| Marble Arch                                                  | Città di Westminster | London Underground      |                            |
| Marylebone LU                                                | Città di Westminster | London Underground      |                            |
| Marylebone NR                                                | Città di Westminster | Chiltern Railways       |                            |
| Monument                                                     | Città di Londra      | London Underground      |                            |
| Moorgate                                                     | Città di Londra      | London Underground      |                            |
| Notting Hill Gate                                            | Kensington & Chelsea | London Underground      | Anche in Travelcard Zone 2 |
| Old Street                                                   | Islington            | London Underground      |                            |
| Oxford Circus                                                | Città di Westminster | London Underground      |                            |
| Paddington LU                                                | Città di Westminster | London Underground      |                            |
| Paddington NR                                                | Città di Westminster | Network Rail            |                            |
| Piccadilly Circus                                            | Città di Westminster | London Underground      |                            |
| Pimlico                                                      | Città di Westminster | London Underground      |                            |
| Queensway                                                    | Città di Westminster | London Underground      |                            |
| Regent's Park                                                | Città di Westminster | London Underground      |                            |
| Russell Square                                               | Camden               | London Underground      |                            |
| Sloane Square                                                | Kensington & Chelsea | London Underground      |                            |
| South Kensington                                             | Kensington & Chelsea | London Underground      |                            |
| Southwark                                                    | Southwark            | London Underground      |                            |
| St. James's Park                                             | Città di Westminster | London Underground      |                            |
| St. Pancras                                                  | Camden               | Network Rail            |                            |
| St. Paul's                                                   | Città di Londra      | London Underground      |                            |
| Temple                                                       | Città di Westminster | London Underground      |                            |
| Tottenham Court Road                                         | Città di Westminster | London Underground      |                            |
| Tower Gateway                                                | Città di Londra      | Docklands Light Railway |                            |
| Tower Hill                                                   | Tower Hamlets        | London Underground      |                            |
| Vauxhall LU                                                  | Lambeth              | London Underground      | Anche in Travelcard Zone 2 |
| Vauxhall NR                                                  | Lambeth              | South West Trains       | Anche in Travelcard Zone 2 |
| Victoria LU                                                  | Città di Westminster | London Underground      |                            |
| Victoria NR                                                  | Città di Westminster | Network Rail            |                            |
| Warren Street                                                | Camden               | London Underground      |                            |
| Waterloo East                                                | Lambeth              | South Eastern Trains    |                            |
| Waterloo LU                                                  | Lambeth              | London Underground      |                            |
| Waterloo NR                                                  | Lambeth              | National Rail           |                            |
| Westminster                                                  | Città di Westminster | London Underground      |                            |